# Rejon błyzniukiwski
Rejon błyzniukiwski (ukr. Близнюківський район) – dawny rejon położony w południowej części obwodu charkowskiego Ukrainy.
Utworzony w 1923, miał powierzchnię 1380 km² i liczył 18 tysięcy mieszkańców. Siedzibą władz rejonowych byłyBłyzniuki.
Na terenie rejonu znajdowała się 1 osiedlowa rada i 19 silskich rad, liczących w sumie 95 wsi i 2 osady.
Zlikwidowany w 2020 roku ramach reformy decentralizacyjnej na Ukrainie. Jego ziemie weszły w skład nowego rejonu łozowskiego.